# Østrig ved vinter-OL 1952
Østrig deltog ved Vinter-OL 1952 i Oslo med 39 sportsudøvere, 31 mænd og otte kvinder. De deltog i syv sportsgrene og deres resultater betød, at Østrig blev femtebedste nation ved at opnå to guld-, fire sølv- og to bronzemedaljer. 

## Medaljer
| 1952 Oslo | Guld | Sølv | Bronze | Total |
| Østrig    | 2    | 4    | 2      | 8     |

## Medaljevindere
De østrigske medaljevindere var:
| Østrig ved vinter-OL 1952 i Oslo | Østrig ved vinter-OL 1952 i Oslo | Østrig ved vinter-OL 1952 i Oslo | Østrig ved vinter-OL 1952 i Oslo | Østrig ved vinter-OL 1952 i Oslo |
| Medaljer                         | Deltager                         | Sport                            | Øvelse                           | Resultater                       |
| -------------------------------- | -------------------------------- | -------------------------------- | -------------------------------- | -------------------------------- |
| Guld                             | Trude Jochum-Beiser              | Alpint                           | Styrtløb, damer                  |                                  |
| Guld                             | Othmar Schneider                 | Alpint                           | Slalom                           |                                  |
| Sølv                             | Christian Pravda                 | Alpint                           | Storslalom                       |                                  |
| Sølv                             | Dagmar Rom                       | Alpint                           | Storslalom, kvinner              |                                  |
| Sølv                             | Othmar Schneider                 | Alpint                           | Styrtløb                         |                                  |
| Sølv                             | Helmut Seibt                     | Kunstskøjteløb                   | Single, mænd                     |                                  |
| Bronze                           | Christian Pravda                 | Alpint                           | Styrtløb                         |                                  |
| Bronze                           | Toni Spiess                      | Alpint                           | Storslalom                       |                                  |